# Netzwerk Technikfolgenabschätzung

Logo des NTA

Das Netzwerk Technikfolgenabschätzung (Netzwerk TA, NTA) ist eine wissenschaftliche Vereinigung von deutschsprachigen Wissenschaftlern, Experten und Praktikern aus Deutschland, der Schweiz und Österreich im breit verstandenen Themenfeld Technikfolgenabschätzung/Technology Assessment (TA). Dieser Kreis setzt sich zusammen aus den (teils überlappenden) Bereichen Technikfolgenabschätzung, Praktische Ethik, Systemanalyse, Risikoforschung, Technikgestaltung für nachhaltige Entwicklung, Innovations-, Institutionen- und Technikanalyse, Innovations- und Zukunftsforschung und den dabei involvierten wissenschaftlichen Disziplinen aus Natur-, Technik-, Wirtschafts- und Sozialwissenschaften, den Politik- und Rechtswissenschaften sowie der Philosophie.

## Geschichte
Das Netzwerk TA wurde am 24. November 2004 in Berlin von rund 80 Forschern und Praktikern anlässlich einer Konferenz (NTA1) gegründet. Den Anstoß hierfür gab das Institut für Technikfolgenabschätzung und Systemanalyse (ITAS) des Karlsruher Instituts für Technologie. Das deutsche BMBF förderte die ersten beiden NTA-Tagungen. Anlässlich des 5. Jahrestreffens in Berlin im November 2009 wurde das Netzwerk um weitere fünf Jahre verlängert. Es hat inzwischen über 250 Mitglieder.

## Aktivitäten
Das Netzwerk TA veranstaltet jährlich Jahrestreffen und zweijährlich eine größere Konferenz und ist zum Teil in thematischen Arbeitsgruppen organisiert, die sich online und offline treffen. Die Konferenzen wurden in diversen Fach-Newslettern und Fachzeitschriften kommentiert. Zudem werden zu jeder dieser Konferenzen ein Proceedingsband veröffentlicht, in dem die wesentlichen Ergebnisse festgehalten werden. Weiters führt das NTA unter Federführung des ITAS das vom BMBF geförderte Doktoranden-Projekt "TRANSDISS" durch, dessen Ziel es ist, in einer Folge von Workshops TA-bezogene Dissertationsprojekte in Bezug auf ihre "transdisziplinären" Anteile zu begleiten.
Das Netzwerk umfasst einen Großteil der deutschsprachigen Community der Technikfolgenabschätzer in Deutschland, Schweiz und Österreich, darunter die Europäische Akademie Bad Neuenahr-Ahrweiler, das Fraunhofer-Institut für System- und Innovationsforschung und das Büro für Technikfolgen-Abschätzung beim Deutschen_Bundestag beim Deutschen Bundestag und erreicht über seine E-Mail-Diskussionsliste darüber hinaus einen großen Kreis an Interessierten.

## Ziele
Hauptziel des Netzwerks ist die Verbesserung der Zusammenarbeit von Einrichtungen, die die Politik in Fragen der Technikfolgenabschätzung (TA) beraten bzw. wissenschaftliche Technikfolgenabschätzung betreiben. Zudem sollen Forschungsergebnisse aus den für die Technikfolgenabschätzung relevanten Bereichen ausgetauscht und gemeinsame Forschungsprojekte entwickelt werden.